# Bitva na řece Čorna
Bitva na řece Čorna je jednou z bitev krymské války. Došlo k ní 16. srpna 1855 na řece Čorna ve vzdálenosti 8 až 12 km od Sevastopolu. Na jedné straně stála ruská imperiální armáda a proti nim spojenecká vojska, která sestávala z francouzských a sardinských vojáků.

## Přípravy
Na konci června 1855 car Alexandr II. požádal hlavního velitele ruské krymské armády generála M. D. Gorčakova o rozhodný útok na pomoc Sevastopolu. 28. června se vojenská rada rozhodla zaútočit na protivníka na řece Čorna. Přípravy na útok probíhaly pomalu a neskrytě. Na útok bylo připraveno 58 000 vojáků, z nichž bylo 10 000 jezdců a 272 děl. Proti nim stálo přibližně šedesát tisíc vojáků.

## Průběh bitvy
Útok začal za úsvitu 16. srpna dvěma kolonami, levé velel generál P. P. Liprandi a pravé generál N. A. Read. Kvůli malému počtu ruských vojáků vedených do bitvy, jejich špatnému přizpůsobení se situaci a nevyhovujícímu vedení se rozvinout útok nepodařilo. Bitva se změnila v roztříštěné prudké boje na oddělených místech.

## Ztráty
Do desáté hodiny ranní ruské vojsko ztratilo osm tisíc mužů a bylo odveleno od řeky Čorna. Spojenci ztratili dva tisíce vojáků. Porážka zhoršila situaci ruských vojsk u Sevastopolu.